# Championnats de France de patinage artistique 1997
Navigation
Championnats de France 1996 Championnats de France 1998
Les championnats de France de patinage artistique 1997 ont eu lieu les 20 au 22 décembre 1996 au Coliséum d'Amiens juste après son inauguration, pour 3 épreuves : simple messieurs, simple dames et couple artistique. 
La patinoire de Mériadeck à Bordeaux a accueilli l'épreuve de danse sur glace du 4 au 6 octobre 1996. C'est la dernière fois que les championnats de danse sur glace sont séparés des trois autres disciplines de patinage artistique.

## Faits marquants
- Surya Bonaly gagne son neuvième et dernier titre national, alors qu'elle n'avait pas pris sa décision 48 heures avant les championnats sur sa participation, en raison de l'importante opération chirurgicale qu'elle a subie au printemps 1996 à la suite d'une rupture d'un tendon d'Achille.

- En danse sur glace, le choc entre les deux couples leaders français Sophie Moniotte & Pascal Lavanchy, vice-champions du monde 1995, et Marina Anissina & Gwendal Peizerat, champion de France en titre, tourne à l'avantage des seconds.

## Podiums
| Épreuves                            | Or                                 | Argent                                | Bronze                           |
| Messieurs résultats détaillés       | Philippe Candeloro                 | Thierry Cérez                         | Laurent Tobel                    |
| Dames résultats détaillés           | Surya Bonaly                       | Vanessa Gusmeroli                     | Gwenaëlle Jullien                |
| Couples résultats détaillés         | Sarah Abitbol / Stéphane Bernadis  | Sophie Guestault / François Guestault | Alexandra Roger / Vivien Rolland |
| Danse sur glace résultats détaillés | Marina Anissina / Gwendal Peizerat | Sophie Moniotte / Pascal Lavanchy     | Barbara Piton / Alexandre Piton  |

## Détails des compétitions

### Messieurs
| Rang    | Nom                | Points | Prog. court | Prog. libre |
| ------- | ------------------ | ------ | ----------- | ----------- |
| 1       | Philippe Candeloro | 1.5    | 1           | 1           |
| 2       | Thierry Cérez      | 3.5    | 3           | 2           |
| 3       | Laurent Tobel      | 4.0    | 2           | 3           |
| 4       | Frédéric Dambier   | 7.0    | 6           | 4           |
| 5       | Gabriel Monnier    | 9.0    | 8           | 5           |
| 6       | Stanick Jeannette  | 9.0    | 4           | 7           |
| 7       | Philippe Viel      | 10.5   | 9           | 6           |
| 8       | Alexandre Orset    | 10.5   | 5           | 8           |
| 9       | Cyril Deplace      | 12.5   | 7           | 9           |
| 10      | Francis Gastellu   | 16.0   | 12          | 10          |
| 11      | Nicolas Beaudelin  | 16.0   | 10          | 11          |
| 12      | Johan Sand'homme   | 17.5   | 11          | 12          |
| 13      | Mathieu Delcambre  | 21.0   |             |             |
| 14      | Alexandre Boudjadi | 22.5   |             |             |
| 15      | Terrence Besnier   | 22.5   |             |             |
| 16      | Jean-Michel Debay  | 23.0   |             |             |
| 17      | Fabien Millasseau  | 24.5   |             |             |
| 18      | Baptiste Porquet   | 26.5   |             |             |
| 19      | Gildas Lemaitre    | 27.5   |             |             |
| Forfait | Éric Millot        |        |             |             |

### Dames
| Rang    | Nom                | Points | Prog. court | Prog. libre |
| ------- | ------------------ | ------ | ----------- | ----------- |
| 1       | Surya Bonaly       | 2.0    | 2           | 1           |
| 2       | Vanessa Gusmeroli  | 2.5    | 1           | 2           |
| 3       | Gwenaëlle Jullien  | 5.5    | 3           | 4           |
| 4       | Laëtitia Hubert    | 6.5    | 7           | 3           |
| 5       | Fanny Cagnard      | 7.0    | 4           | 5           |
| 6       | Émilie Canu        | 8.5    | 5           | 6           |
| 7       | Malika Tahir       | 11.0   |             |             |
| 8       | Julie Ballet       | 13.5   |             |             |
| 9       | Christelle Miro    | 15.0   |             |             |
| 10      | Laëtitia Iafrate   | 15.0   |             |             |
| 11      | Céline Masson      | 16.0   |             |             |
| 12      | Julie Cortial      | 17.5   |             |             |
| 13      | Ludivine Kusior    | 19.0   |             |             |
| 14      | Caroline Antoine   | 20.5   |             |             |
| 15      | Fanny Charton      | 21.5   |             |             |
| 16      | Agostinha Vestigo  | 23.0   |             |             |
| Forfait | Marie-Pierre Leray |        |             |             |

### Couples
| Rang    | Nom                                   | Points | Prog. court | Prog. libre |
| ------- | ------------------------------------- | ------ | ----------- | ----------- |
| 1       | Sarah Abitbol / Stéphane Bernadis     | 1.5    | 1           | 1           |
| 2       | Sophie Guestault / François Guestault | 3.5    | 2           | 2           |
| 3       | Alexandra Roger / Vivien Rolland      | 5.0    | 4           | 3           |
| Abandon | Sabrina Lefrançois / Nicolas Osseland |        | 3           |             |
| Forfait | Line Haddad / Sylvain Privé           |        |             |             |

### Danse sur glace
| Rang | Nom                                     | Points |
| ---- | --------------------------------------- | ------ |
| 1    | Marina Anissina / Gwendal Peizerat      | 3.0    |
| 2    | Sophie Moniotte / Pascal Lavanchy       | 3.0    |
| 3    | Barbara Piton / Alexandre Piton         | 6.0    |
| 4    | Isabelle Delobel / Olivier Schoenfelder | 8.0    |
| 5    | Dominique Deniaud / Martial Jaffredo    | 10.2   |
| 6    | Marianne Haguenauer / Romain Haguenauer | 11.8   |
| 7    | Anne Chaigneau / Olivier Chapuis        | 14.0   |
| 8    | Alia Ouabdesselam / Luc Moneger         | 16.0   |
| 9    | Nadine Lesaout / Emmanuel Huet          | 18.2   |
| 10   | ? Auligny / ? Vinit                     | 20.8   |

## Sources
- Le livre d'or du patinage d'Alain Billouin, édition Solar, 1999
- Patinage Magazine N°55 (Décembre-Janvier-Février 1997), pour la danse sur glace
- Patinage Magazine N°56 (Mars-Avril 1997), pour le simple messieurs, simple dames et couple artistique